# 埃羅伊納斯托萊多區
埃羅伊納斯托萊多區（西班牙語：Distrito de Heroínas Toledo），是秘魯的一個區，位於該國中部胡寧大區的康塞普西翁省，始建於1956年1月9日，面積25.83平方公里，海拔高度3,830米，2005年人口1,506，人口密度每平方公里58人。